# Mictris
Mictris este un gen de fluturi din familia Hesperiidae. 

## Specii
- Mictris caerula
- Mictris cambyses
- Mictris crispus
- Mictris pericles